# Џума Махала
Џума Махала (грч. Λιβαδιά, Ливадија) је насељено место у општини Синтика у периферији Средишња Македонија, Грчка. Према попису из 2021. године било је 445 становника.
Према бугарском географу и историчару, Василу Канчову, у Џума Махали је 1900. године живело 150 Словена хришћана. Двадесетих година 20. века принудно је исељено око 20 словенских породица у Бугарску а на њихово место је насељена 191 грчка избегличка породица, укупно 560 особа. На попису из 1928. године Џума Махала је имала 732 становника, од чега су Грци били апсолутна већина.